# يابانوفيل

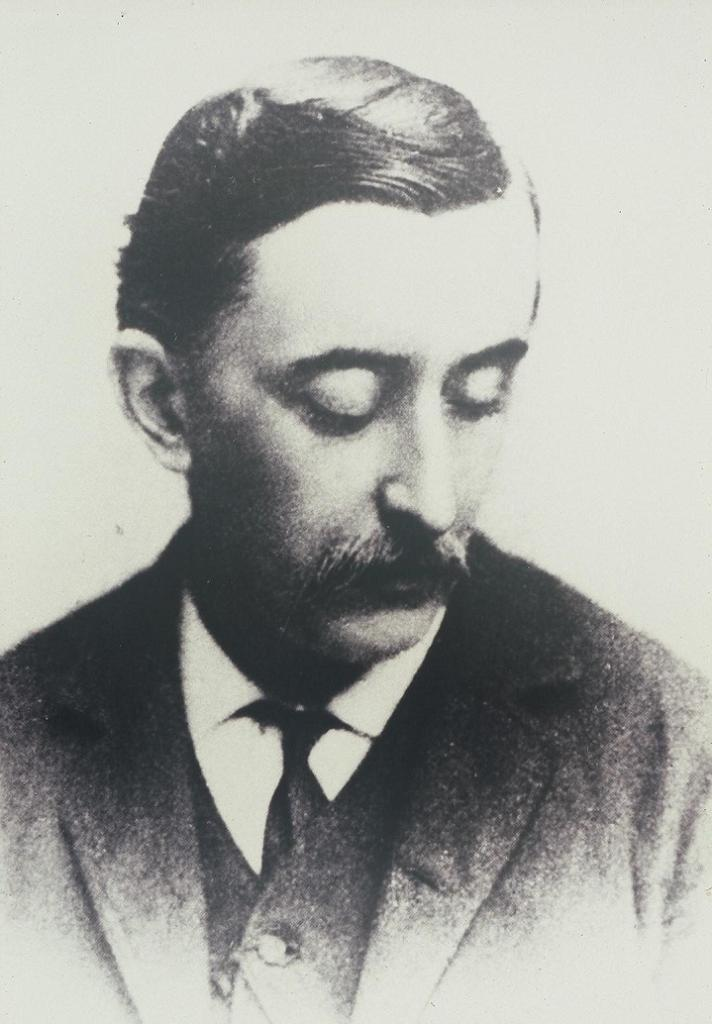

يابانوفيل ((باليابانية: 親日، بالروماجي: shinnichi)) (بالإنجليزية: Japanophile)‏ هي ظاهرة تقدير أو اهتمام قوي لشخص غير ياباني للغة اليابانيّة، والثقافة اليابانية، والمطبخ الياباني، والأدب الياباني، والتاريخ الياباني أو الشعب الياباني.

## انظر ايضًا
- اليابان
- هاليو (الموجة الكورية)
- صينوفيل